# Teucholabis (Teucholabis) setigera
Teucholabis (Teucholabis) setigera is een tweevleugelige uit de familie steltmuggen (Limoniidae). De soort komt voor in het Australaziatisch gebied.